# Organization Breakdown Structure
Con l'espressione inglese Organization Breakdown Structure (OBS, Struttura Analitica dell'Organizzazione) si intende la definizione puntuale delle responsabilità di progetto. Le OBS sono usate nella pratica del Project management per permettere al project manager (leader) di realizzare un sistema coerente di deleghe nella gestione del progetto stesso.
L'OBS si posiziona logicamente e temporalmente dopo la WBS (Work Breakdown Structure), infatti solo dopo aver effettuato un'analisi delle fasi e delle attività (Work Packages) di cui si compone un progetto, è possibile assegnare ciascun WP ad un responsabile che ne garantisca la realizzazione nei modi, nei tempi e nei costi previsti.

## Struttura
La Organization Breakdown Structure si presenta come un organigramma di progetto (scomposizione gerarchica dei compiti e delle responsabilità) che permette di definire i ruoli all'interno del team.

## Perché la OBS
I motivi per cui è utile costruire una OBS sono:
- Per ufficializzare le persone impegnate nella gestione del progetto.
- Per facilitare il Project Manager nel lavoro di coordinamento e monitoraggio.
- Per responsabilizzare gli ‘attori’ del progetto.
- Per migliorare la comunicazione fra le parti in campo.
- Per impostare la matrice di responsabilità (RAM) di progetto

## Figure tipiche di una OBS
Alcune figure tipiche di un team di progetto sono:
- Project Leader (Manager)
- Project Controller (Auditor)
- Project Engineer (Designer)